# Mescalero (album)
Pour la localité, voir Mescalero.
Pour la tribu, voir Mescaleros.
Albums de ZZ Top
XXX
(1999) La Futura
(2012)
Mescalero est le 14e album studio du groupe ZZ Top sorti en 2003. Il s'agit du troisième album d'une trilogie batterie-basse-guitare fuzzy (les 2 autres étant Rhythmeen, sorti en 1996, et XXX, sorti en 1999). Le titre marque un retour aux influences texanes et mexicaines des noms d'albums du groupe, comme pour Fandango!, et le premier du genre depuis El Loco, sorti en 1981. Le nom provient d'une tribu du Nouveau Mexique. Tout comme ses deux prédécesseurs, il symbolise l'alliance entre un blues rock très proche de ses racines et un son moderne et expérimental.

## Liste des titres
Toutes les pistes par Billy Gibbons sauf indication contraire.
1. Mescalero – 3:50
2. Two Ways To Play – 4:15
3. Alley-Gator – 3:29
4. Buck Nekkid – 3:02
5. Goin' So Good – 5:35
6. Me So Stupid (Gibbons, Joe Hardy, Gary Moon) – 3:33
7. Piece – 4:19
8. Punk Ass Boyfriend – 3:05
9. Stackin' Paper (Gibbons, Hardy) – 2:58
10. What Would You Do – 3:03
11. What It Is Kid (Gibbons, Dusty Hill, Frank Beard) – 4:13
12. Que Lastima – 4:24
13. Tramp (Lowell Fulsom, Jimmy McCracklin) – 5:13
14. Crunchy – 3:13
15. Dusted – 3:55
16. Liquor – 3:23

- As Time Goes By [piste cachée] (Herman Hupfeld)

Tramp est une reprise de la chanson de Otis Redding, écrite par Lowell Fulsom et Jimmy McCracklin.

## Formation
- Billy Gibbons - chant, guitare
- Dusty Hill - chant, basse
- Frank Beard - batterie